# Nana Bryant
Pour les articles homonymes, voir Bryant.
Nana Bryant est une actrice américaine, née le 23 novembre 1888 à Cincinnati, dans l'Ohio, et morte le 24 décembre 1955 à Los Angeles, en Californie (États-Unis).

## Filmographie
(avril 2025).

### Années 1930
- 1935 : Unknown Woman : Tante Mary
- 1935 : Atlantic Adventure : Mrs. Julia Van Dieman
- 1935 : Une plume à son chapeau (A Feather in Her Hat) d'Alfred Santell : Lady Drake
- 1935 : Guard That Girl : Sarah
- 1935 : Crime et Châtiment (Crime and Punishment) : Madame
- 1935 : One-Way Ticket : Mrs. Bourne
- 1935 : The Lone Wolf Returns de Roy William Neill : Tante Julie Stewart
- 1936 : You May Be Next : Miss Abbott
- 1936 : Lady of Secrets : Tante Harriet
- 1936 : Sa Majesté est de sortie (The King Steps Out) : Louise
- 1936 : Meet Nero Wolfe, de Herbert J. Biberman : Sarah Barstow
- 1936 : Blackmailer : Mrs. Lindsay
- 1936 : The Man Who Lived Twice (it) d'Harry Lachman : Margaret Schuyler
- 1936 : Théodora devient folle (Theodora goes wild), de Richard Boleslawski : Ethel Stevenson
- 1936 : La Chanson à deux sous (Pennies from Heaven) de Norman Z. McLeod : Miss Howard
- 1937 : Let's Get Married, d'Alfred E. Green : Mrs. Willoughby
- 1937 : The League of Frightened Men : Agnes Burton
- 1937 : The Devil Is Driving : Mrs. Sanders
- 1937 : A Dangerous Adventure (en) de D. Ross Lederman : Marie
- 1937 : Counsel for Crime : Mrs. Maddox
- 1938 : Man-Proof, de Richard Thorpe : Meg Swift
- 1938 : Délicieuse (Mad About Music) de Norman Taurog : Louise Fusenot
- 1938 : Midnight Intruder : Mrs. John Clark Reitter Sr.
- 1938 : Les Aventures de Tom Sawyer (The Adventures of Tom Sawyer), de Norman Taurog : Mrs. Thatcher
- 1938 : Malfaiteurs au paradis (Sinners in Paradise) de James Whale : Mrs. Franklin Sydney
- 1938 : Give Me a Sailor : Mrs. Minnie Brewster
- 1938 : Always in Trouble de Joseph Santley : Mrs. Darlington
- 1938 : André Hardy Cow-Boy (Out West with the Hardys) : Dora Northcote
- 1938 : Peck's Bad Boy with the Circus : Mrs. Peck
- 1938 : Swing, Sister, Swing : Hyacinth Hepburn
- 1939 : Lincoln in the White House : Mary Todd Lincoln
- 1939 : Street of Missing Men : Mrs. Putnam
- 1939 : Parents on Trial : Margaret Ames
- 1939 : Agent double (Espionage Agent) : Mrs. Corvall
- 1939 : Our Neighbors - The Carters : Louise Wilcox
- 1939 : Old Hickory : Rachel Jackson

### Années 1940
- 1940 : Brother Rat and a Baby : Mrs. May Harper
- 1940 : If I Had My Way : Marian Johnson
- 1940 : A Little Bit of Heaven : Mom
- 1940 : The Flag of Humanity : Clara Barton
- 1940 : Alice in Movieland : Agatha Winters
- 1940 : Father Is a Prince : Mrs. Susan 'Susie' Bower
- 1941 : Toute à toi (Nice Girl?) : Mary Peasley
- 1941 : Thieves Fall Out (en) de Ray Enright : Martha Matthews
- 1941 : Le Dragon récalcitrant (The Reluctant Dragon), film d'animation de Hamilton Luske et Alfred L. Werker : Mrs. Benchley
- 1941 : One Foot in Heaven d'Irving Rapper : Mrs. Morris
- 1941 : Public Enemies : Emma
- 1941 : Vendetta (The Corsican Brothers) de Gregory Ratoff : Madame Dupre
- 1942 : On demande le docteur Gillespie (Calling Dr. Gillespie) de Harold S. Bucquet : Mrs. Marshall Todwell
- 1942 : Get Hep to Love : Tante Addie
- 1942 : Pilotes de chasse (Thunder Birds) de William A. Wellman : Mrs. Black
- 1942 : Youth on Parade : Agatha Frost
- 1942 : Madame Spy (en) de Roy William Neill : Alicia Rolf
- 1943 : Les bourreaux meurent aussi (Hangmen Also Die) de Fritz Lang : Mrs. Hellie Novotny
- 1943 : Get Going : Mrs. Daughtery
- 1943 : La jeunesse s'amuse (Best Foot Forward) d'Edward Buzzell : Mrs. Dalyrimple
- 1943 : West Side Kid : Mrs. Winston
- 1943 : La Petite Exilée (Princess O'Rourke) de Norman Krasna : Mrs. Mulvaney
- 1943 : Le Chant de Bernadette (The Song of Bernadette) de Henry King : Mère Imbert
- 1944 : Les Aventures de Mark Twain (The Adventures of Mark Twain) d'Irving Rapper : Mrs. Langdon
- 1944 : L'Atavisme qui tue (Jungle Woman) de Reginald Le Borg : Miss Gray
- 1944 : Le Bal des sirènes (Bathing Beauty), de George Sidney : Dean Clinton
- 1944 : Take It or Leave It : Miss Burke
- 1944 : Le mariage est une affaire privée (Mariage is a private affair) de Robert Z. Leonard : Nurse
- 1944 : Caravane d'amour (Can't Help Singing) : Mrs. Carstairs
- 1945 : Les Millions de Brewster (Brewster's Millions) d'Allan Dwan : Mrs. Gray
- 1945 : Week-end au Waldorf (Week-end at Waldorf) de Robert Z. Leonard : Mrs. H. Davenport Drew
- 1945 : Black Market Babies : Mrs. Grace Andrews
- 1946 : Le Traître du Far-West (The Virginian) : Mrs. Wood
- 1946 : The Runaround : Mrs. Mildred Hampton
- 1947 : The Perfect Marriage : Corinne Williams
- 1947 : Goodbye, Miss Turlock : Miss Turlock
- 1947 : Telle mère, telle fille (Millie's Daughter) de Sidney Salkow : Mrs. Cooper Austin
- 1947 : The Big Fix : Mrs. Carter
- 1947 : Big Town : Mrs. Crane
- 1947 : Possédée (Possessed) : Petit rôle
- 1947 : The Hal Roach Comedy Carnival : Mrs. Cornelius Belmont Sr., dans 'Fabulous Joe'
- 1947 : The Fabulous Joe : Mrs. Belmont
- 1947 : Le crime était presque parfait (The Unsuspected) de Michael Curtiz : Mrs. White
- 1947 : Mon loufoque de mari (Her Husband's Affairs) de S. Sylvan Simon : Mrs. Winterbottom
- 1947 : Dangerous Years d'Arthur Pierson : Miss Templeton
- 1948 : Reaching from Heaven : Mrs. Kay Bradley
- 1948 : Stage Struck : Mrs. Howard
- 1948 : Eyes of Texas : Hattie E. Waters, Attorney
- 1948 : Lady at Midnight : Lydia Forsythe
- 1948 : Inner Sanctum de Lew Landers : Thelma Mitchell
- 1948 : Ladies of the Chorus : Mrs. Adele Carroll
- 1948 : The Return of October : La cousine Therese
- 1948 : The Kissing Bandit : la religieuse
- 1948 : La Folle enquête (On Our Merry Way) de King Vidor et Leslie Fenton : la gouvernante (scènes coupées)
- 1949 : State Department: File 649 : Mrs. Peggy Brown
- 1949 : Hideout : Sybil Elwood Kaymeer
- 1949 : Une femme joue son bonheur (The Lady Gambles) de Michael Gordon : Mrs. 'Ducky' Sutherland

### Années 1950
- 1950 : The Blonde Bandit (en) : Mrs. Henley
- 1950 : La Clé sous la porte (Key to the City), de George Sidney : Mrs. Cabot
- 1950 : J'étais une voleuse (I Was a Shoplifter) de Charles Lamont : tante Clara
- 1950 : A Modern Marriage : Mrs. Brown
- 1950 : Harvey, de Henry Koster : Mrs. Hazel Chumley
- 1950 : Three Secrets : la surveillante du "Refuge"
- 1950 : Maman est à la page (Let's Dance), de Norman Z. McLeod : Mrs. Bryant
- 1950 : The First Hundred Years (série TV) : Mrs. Martin
- 1950 : The Du Pont Story
- 1951 : Fort Invincible (Only the Valiant), de Gordon Douglas : Mrs. Drumm
- 1951 : À l'assaut de la gloire (Follow the sun) de Sidney Lanfield : sœur Beatrice
- 1951 : La Nouvelle Aurore (Bright Victory), de Mark Robson : Mrs. Claire Nevins
- 1953 : Geraldine de R. G. Springsteen : Dean Blake
- 1954 : Romance sans lendemain (About Mrs. Leslie) de Daniel Mann : Mrs. McKay
- 1954 : Les Proscrits du Colorado (The Outcast) : Mrs. Banner
- 1955 : The Private War of Major Benson : mère Redempta
- 1952 : Our Miss Brooks (série TV) : Mrs. Nestor (1955-56)